# لويس مولينا (لاعب كرة قاعدة)
لويس مولينا (بالإسبانية: Luis Molina)‏ هو لاعب كرة قاعدة بنمي، ولد في 22 مارس 1974.